# Episodi de Le regole dell'amore (sesta stagione)
La sesta stagione della serie televisiva Le regole dell'amore è stata trasmessa sul canale statunitense CBS dal 20 ottobre 2011 al 17 maggio 2012. Quando nel febbraio 2011 ci furono problemi con la produzione di Due uomini e mezzo, la CBS estese l'ordine di episodi della quinta stagione de "Le regole dell'amore" a 26 episodi, ma due di questi non vennero poi trasmessi; a causa di ciò, i due episodi rimasti (Il tradimento e Caccia al tesoro) vennero trasmessi insieme ai 13 prodotti per la sesta stagione.
In Italia la stagione è stata trasmessa dal 12 al 30 novembre 2012 su Comedy Central.
In chiaro è stata trasmessa dal 17 al 31 dicembre 2013 su Italia 1.
| nº | Titolo originale   | Titolo italiano           | Prima TV USA     | Prima TV Italia  |
| -- | ------------------ | ------------------------- | ---------------- | ---------------- |
| 1  | Dirty Talk         | Parole sporche            | 20 ottobre 2011  | 12 novembre 2012 |
| 2  | Bros Before Nodes  | Il ritorno dei nerd       | 27 ottobre 2011  | 13 novembre 2012 |
| 3  | Audrey is Dumb     | Audrey è muta             | 3 novembre 2011  | 14 novembre 2012 |
| 4  | Nature Calls       | La natura chiama          | 10 novembre 2011 | 15 novembre 2012 |
| 5  | Shy Dial           | Chiamata timida           | 17 novembre 2011 | 16 novembre 2012 |
| 6  | Cheating           | Il tradimento             | 8 dicembre 2011  | 19 novembre 2012 |
| 7  | The Chair          | La poltrona               | 15 dicembre 2011 | 20 novembre 2012 |
| 8  | Scavenger Hunt     | Caccia al tesoro          | 29 marzo 2012    | 21 novembre 2012 |
| 9  | A Big Bust         | Il grande intervento      | 5 aprile 2012    | 22 novembre 2012 |
| 10 | After The Lovin    | Promesse sudate           | 12 aprile 2012   | 23 novembre 2012 |
| 11 | Missed Connections | Connessioni perdute       | 19 aprile 2012   | 26 novembre 2012 |
| 12 | The Five Things    | Le cinque cose            | 26 aprile 2012   | 27 novembre 2012 |
| 13 | Meat Wars          | Sfida all'ultima bistecca | 3 maggio 2012    | 28 novembre 2012 |
| 14 | Goodbye Dolly      | Imprevisti                | 10 maggio 2012   | 29 novembre 2012 |
| 15 | Audrey's Shower    | La festa pre-nascita      | 17 maggio 2012   | 30 novembre 2012 |